# الاشرف موسی، سلطان مصر
الاشرف موسی، سلطان مصر (انگلیسی: Al-Ashraf Musa, Sultan of Egypt؛ زادهٔ ۱ ژانویهٔ ۱۳۰۰)، آخرین سلطان ایوبی مصر بود که عملاً در دوران حکومت، قدرت در دستان ممالیک و شخص عزالدین آیبک بود.